# Нагин, Алексей Юрьевич
Алексе́й Ю́рьевич На́гин(21 марта 1981, Вертячий, Городищенский район, Волгоградская область, РСФСР, СССР — 20 сентября 2022, Бахмут, Украина) — российский военный деятель, командир одного из отрядов ЧВК «Вагнер», участник российско-украинской войны, герой Российской Федерации (посмертно).

## Биография
Родился 21 марта 1981 года на хуторе Вертячий Городищенского района Волгоградской области. Родители — Юрий Викторович Нагин, бывший военнослужащий, и Галина Андреевна Зайлер-Иванова. В детстве занимался карате. После окончания средней школы учился в техникуме. Был призван в ВС РФ, участник боевых действий в Чечне. После завершения срочной службы подписал контракт. Участник боевых действий в Грузии. Потом перешёл в спецназ ФСБ в Волгограде как разведчик-снайпер. В 2014—2016 годах — инструктор по подготовке разведчиков в Крыму. Затем Нагин уволился из ФСБ и подписал контракт с ЧВК «Вагнер». Участник боевых действий в Сирии и Ливии. В боях был неоднократно ранен и контужен. Соавтор фильмов «Солнцепёк» и «Лучшие в аду».
В 2022 году участвовал во вторжении России на Украину. Являлся командиром одного из отрядов ЧВК «Вагнер», признанной в ряде стран транснациональной преступной, а также террористической организацией.
12 мая 2022 года был тяжело ранен. После длительного лечения в августе вернулся на службу. 20 сентября 2022 года погиб в Донецкой области в ходе боёв за Бахмут. Похоронен в Волгограде на Димитриевском кладбище.

## Награды и звания
- Герой Российской Федерации (24 сентября 2022, посмертно, «закрытый» указ). Награда передана губернатором Волгоградской области Андреем Бочаровым родителям Алексея[1][7].
- Герой ЛНР (посмертно)
- Герой ДНР (посмертно)
- Орден Мужества (трижды)[1]
- Медаль «За отвагу»[1]
- Медаль «За воинскую доблесть» 2-й степени[3]
- Медаль «За защиту Крыма»[3]